# Эвтанайзер
Эвтанайзер (фин. Armomurhaaja) — финская чёрная комедия режиссёра Теэму Никки.

## История
Фильм был впервые представлен зрителям 7 сентября 2017 года на кинофестивале в Торонто. Финская премьера состоялась 24 ноября 2017 года.

## Сюжет
Нелюдимый автомеханик Веййо (Матти Оннисмаа) имеет дополнительный нелегальный заработок, занимаясь усыплением домашних животных по желанию их владельцев. Несмотря на замкнутый характер, он не лишён чувства сострадания, особенно к животным. Проблемы у него начинаются, когда он решает не усыплять собаку, которую ему отдал на эвтаназию криминальный авторитет…

## В ролях
| Актёр               | Роль                     |
| ------------------- | ------------------------ |
| Оннисмаа, Матти     | автомеханик Веййо Хаукка |
| Вирман, Яри         | Петри Кертту             |
| Никандер, Ханнамайя | Лотта                    |
| Ноусиайнен, Хейкки  | Мартти                   |
| Пенттинен, Пихла    | Ояла                     |
| Пуоланто, Йоуко     | Ватанен                  |
| Юханссон, Илари     | Симо                     |
| Русинен, Рами       | Туомас                   |
| Рахконен, Олли      | Антти                    |
| Карвонен, Сантту    | рыбак                    |
| Томников, Алина     | Элиса                    |
| Лехти, Юха          | отец Элисы               |

## Награды и премии
| Год  | Премия                      | Категория                                           | Имя                | Результат |
| ---- | --------------------------- | --------------------------------------------------- | ------------------ | --------- |
| 2017 | Премия «Юсси»               | Лучший фильм                                        |                    | Победа    |
| 2017 | Премия «Юсси»               | Лучшая женская роль второго плана                   | Ханнамайя Никандер | Победа    |
| 2017 | Премия «Юсси»               | Лучший режиссёр                                     | Теэму Никки        | Победа    |
| 2017 | Премия «Юсси»               | Лучший сценарий                                     | Теэму Никки        | Победа    |
| 2017 | Премия «Юсси»               | Лучшая музыка                                       |                    | Победа    |
| 2018 | Кинопремия Северного совета | Лучший фильм                                        |                    | Номинация |
| 2018 | Кинопремия Оскар            | Премия «Оскар» за лучший фильм на иностранном языке |                    | Номинация |